# Euroloppet
Europloppet är en serie längdskidåkningstävlingar, med tävlingar runtom i Europa. Arrangör är EUC.

### Fotnoter
1. ↑  ”Courses 2012”. Euroloppet. hämtdatum=14 augusti 2014. Arkiverad från originalet den 14 februari 2009. https://web.archive.org/web/20090214033400/http://euroloppet.com/skilanglauf-rennen/rennen.php?sprache=fra.